# Observatory Creek
Koordinaten: 62° 10′ S, 58° 29′ W
Der Observatory Creek (englisch; polnisch Potok Obserwatoryjny ‚Observatoriumbach‘) ist ein Bach auf King George Island im Archipel der Südlichen Shetlandinseln. Er liegt nahe der Arctowski-Station und mündet in die Arctowski-Bucht.
Polnische Wissenschaftler benannten ihn 1980 nach dem geophysikalischen Observatorium auf der benachbarten Arctowski-Station.

## Weblinks

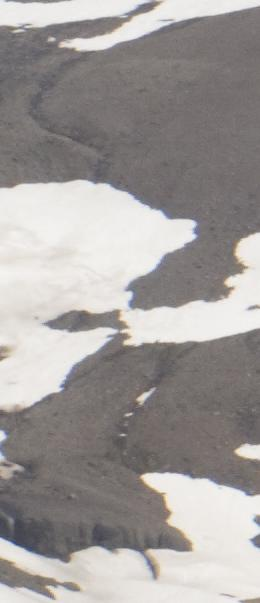
Bachbett des Observatory Creek